# Martín Jiménez
Martín Juan Jiménez (Ponce, 18 dicembre 1934 – 27 maggio 1996) è stato un cestista portoricano.

## Carriera
Con Porto Rico ha disputato i Campionati mondiali del 1959 e i Giochi panamericani di Chicago 1959.